# Piri piri
Piri piri (/ˌpiːriˈpiːri/ PIR-ree-PIR-ree, scris și peri peri sau pili pili, cunoscut și ca Ardei „ochi de pasăre” african) este o varietate a lui Capsicum chinense, unul dintre ardeii chili ce pot fi găsiți atât în grădină cât și în sălbăticie. Este un membru al genului Capsicum ce crește în Angola,Uganda, Malawi, Africa de Sud, Ghana, Nigeria, Zambia, Zimbabwe, Mozambic, în pădurile tropicale ale Sudanului de Sud și în regiunile muntoase ale Etiopiei. A fost adus de portughezi în India unde este utilizat de secole drept condiment pentru mâncărurile picante.

## Etimologie
În Swahili, piri piri înseamnă „piper piper”. Alte denumiri întâlnite sunt pili pili, în Republica Democrată Congo, și peri peri, în Malawi, denumiri ce apar în urma diferitelor pronunțări din cadrul limbilor Bantu. Piri piri este denumirea originală din portugheză, mai exact cea folosită de comunitatea vorbitoare de portugheză din Mozambic.
În „Oxford Dictionary of English”, piri piri apare ca fiind un cuvânt împrumutat ce desemnează un sos foarte picant obținut din ardei chili, iar originea cuvântului este atribuită limbii Ronga folosită în sudul Mozambicului.

## Caracteristici
Planta crește sub formă de tufiș până la 45-120 cm în înălțime, având frunze cu lungimea de 4-7 cm și lățimea de 1,3-1,5 cm. Fructele au formă conică și măsoară între 8 și 10 cm lungime. Culoarea acestora depinde de etapa coacerii în care se află, fructele necoapte fiind verzi, pe când cele deja ajunse la maturitate au coloritul roșu aprins sau purpuriu. Din punct de vedere al iuțimii, s-au înregistrat specimene ce au atins până la 175.000 de unități Scoville.

## Cultivare
Este cultivat la scară comercială în țările africane ca Zambia, Uganda, Malawi, și Zimbaue. Se folosește atât în industria alimentară, cât și în cea farmaceutică.

### Sosulpiri piri
Sosul piri piri, folosit la asezonarea preparatelor sau la prepararea marinadelor, are origini portugheze și este foarte apreciat și utilizat în Angola, Namibia, Mozambic și în Africa de Sud. Sosul este preparat din ardei chili zdrobiți, coaja citricelor, ceapă, piper, sare, suc de lămâie, ulei, frunze de dafin, paprika, pimiento, busuioc, oregano și tarhon.
Rețetele variază în funcție de regiune, însă ingredientele principale sunt aceleași: ardei chili, lămâie, ulei și ardei roșu gras.

## Galerie

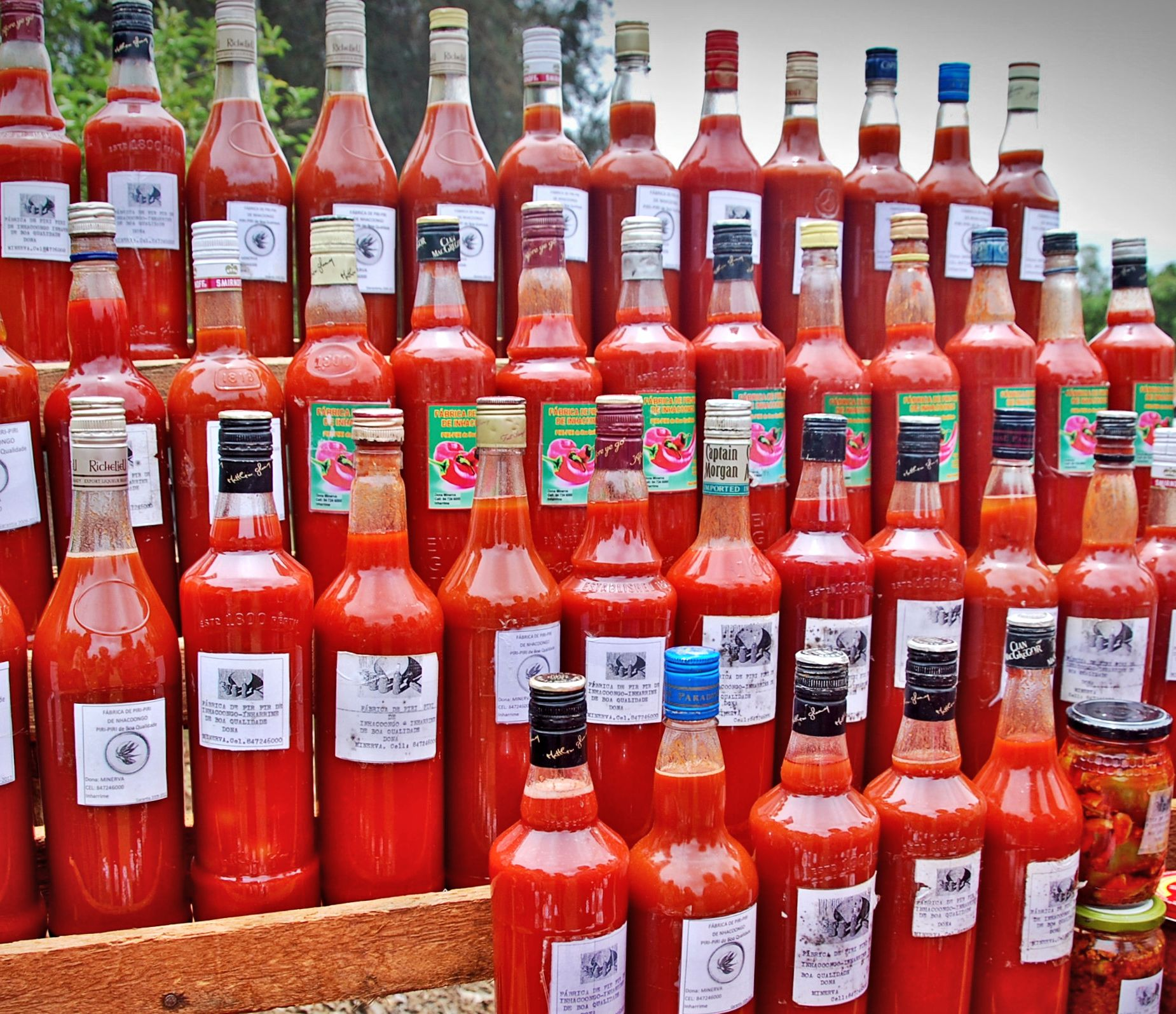
Tarabă în Mozambic cu sosuri piri piri.
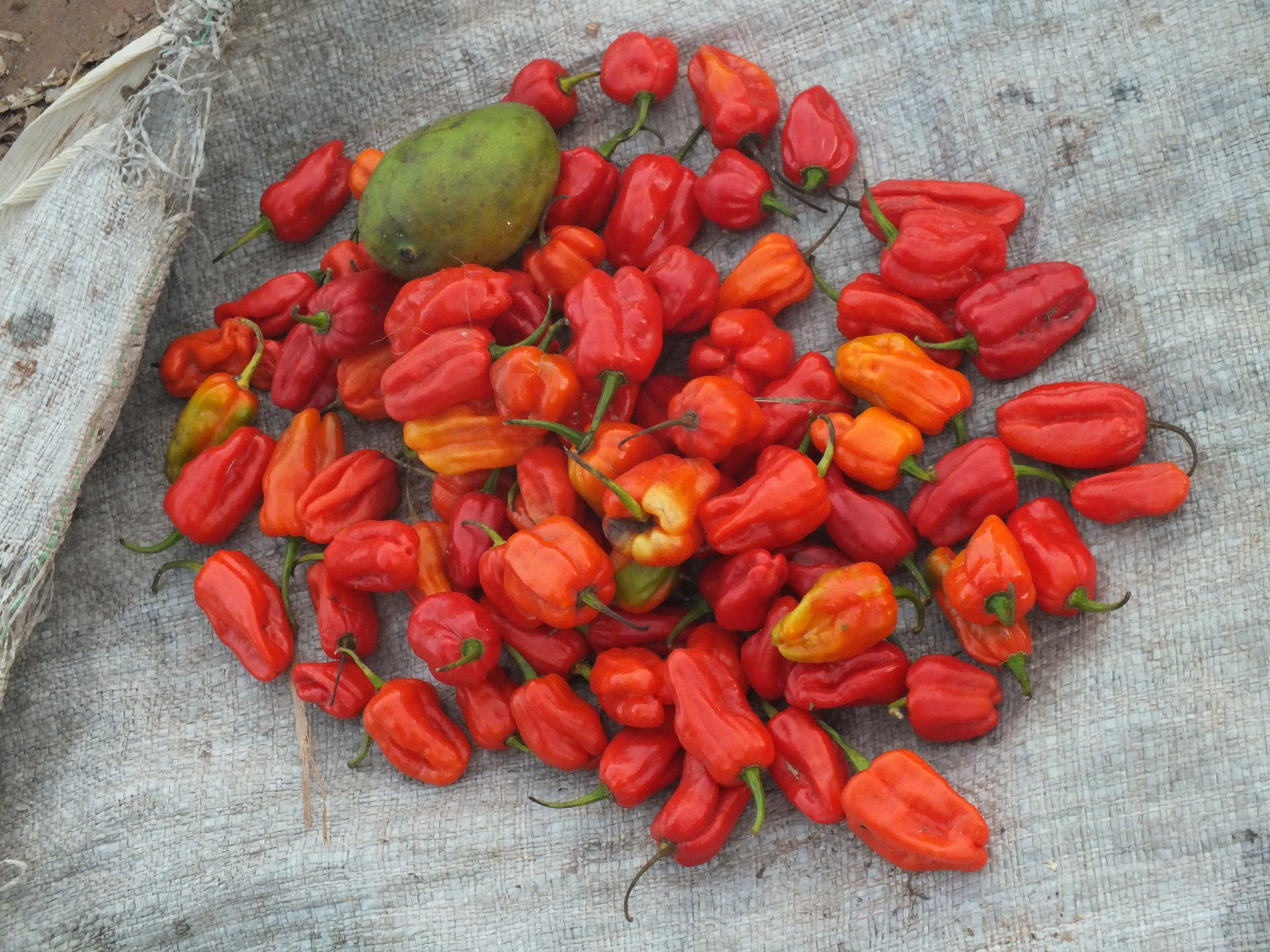
Ardei piri piri copți și gata pentru a fi folosiți.
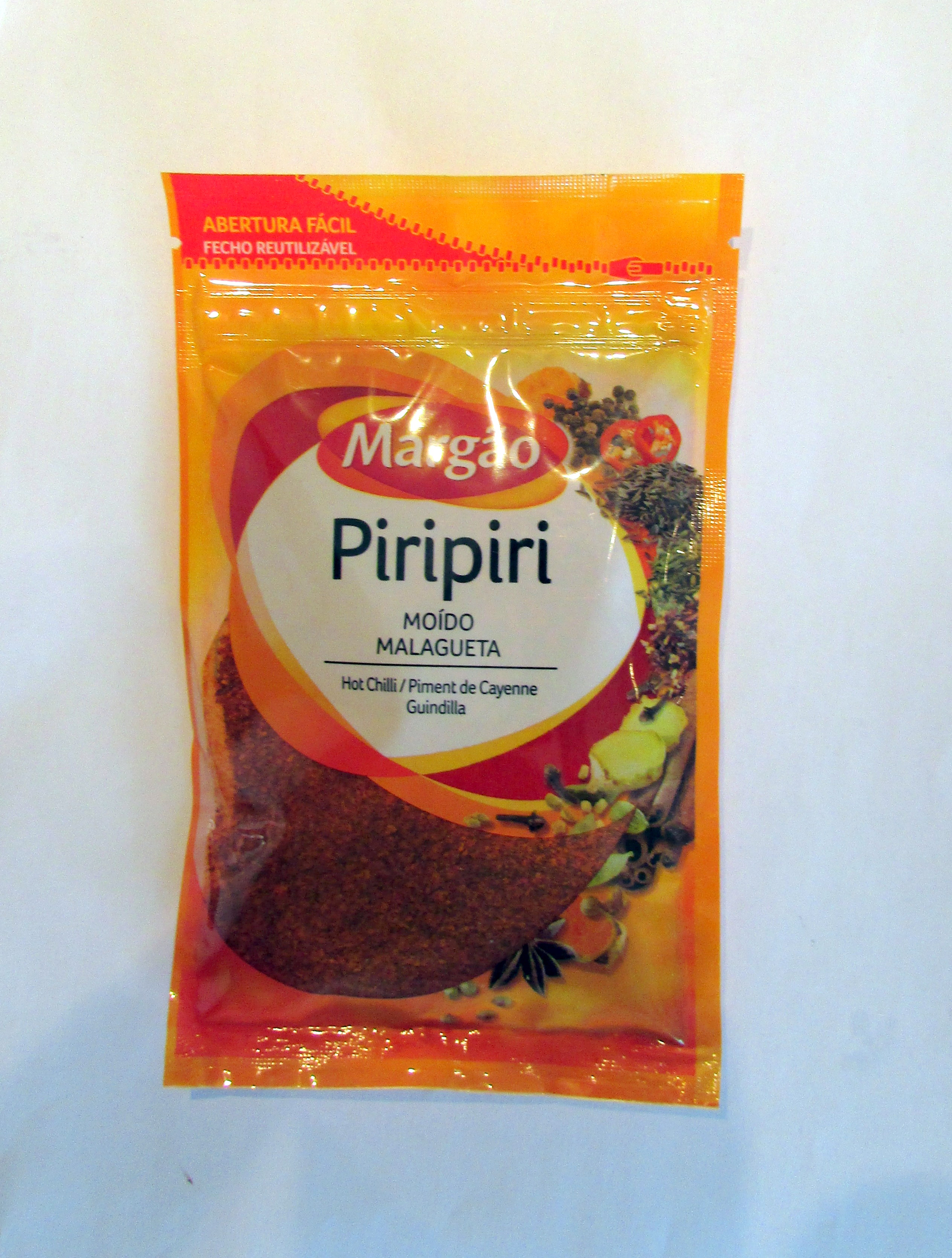
Praf obținut din măcinarea ardeilor piri piri uscați.